# Chironex fleckeri
Chironex fleckeri, auch bekannt als Seewespe, ist eine Art der Würfelquallen (Cubozoa), die an den pazifischen Stränden Nordaustraliens beheimatet und aufgrund ihres Giftes gefürchtet ist. Um sich vor den Tieren zu schützen, werden in Australien ganze Badestrände seeseitig eingezäunt oder man geht mit einem nesselsicheren Tauch-, Surf- oder Quallenschutzanzug ins Wasser.
Als Seewespe bezeichnet man auch einige verwandte Arten der Familie mit vergleichbarer, aber meist etwas schwächerer Giftwirkung, die nicht nur in Australien, sondern von den Stränden des Pazifiks bis zu den Philippinen und nach Japan beheimatet sind. Diese wurden früher zur „Art“ Chiropsalmus quadrigatus zusammengefasst.

## Merkmale

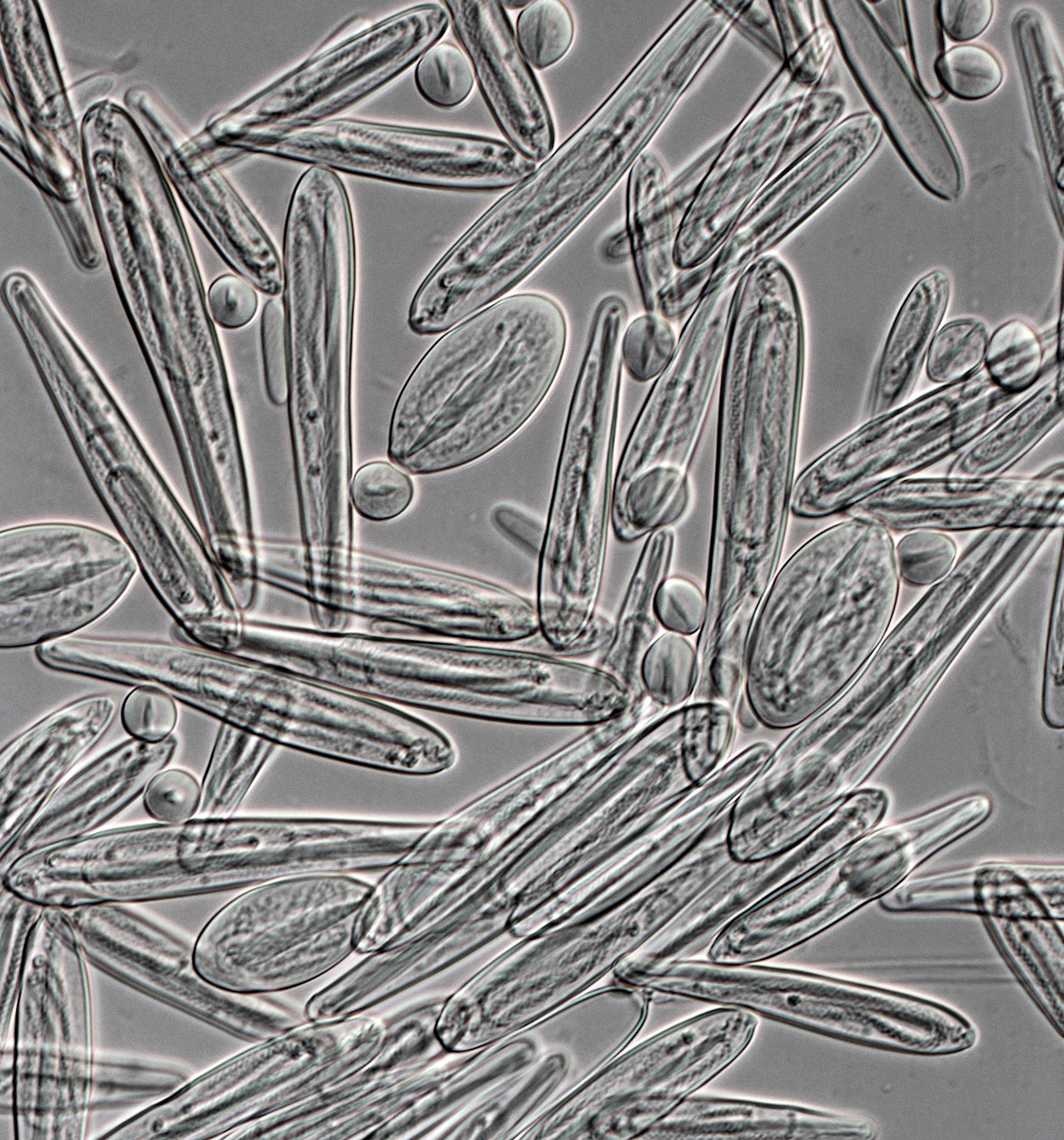
Lichtmikroskopische Aufnahme von Nematocyten, die von Tentakeln von Chironex fleckeri isoliert wurden (400fache Vergrößerung)

Die Seewespe ist die größte Würfelquallenart, die größten Individuen aus Queensland erreichten einen Schirmdurchmesser von 30 Zentimetern und ein Frischgewicht von 6 Kilogramm. Typischer sind aber Individuen bis zu etwa 14 Zentimetern Schirmdurchmesser, dies ist in Westaustralien die Maximalgröße. Der glockenförmige, etwas abgerundet vierkantige und außen glatte Schirm ist glasklar transparent und dadurch im sonnenbeschienenen Wasser so gut wie unsichtbar. Am Schirm sitzen, wie typisch für Würfelquallen, vier tentakeltragende, Pedalia genannte Vorsprünge an den Ecken des ganzrandigen Schirmrandes und dazwischen vier Rhopalia genannte, die die meisten Sinnesorgane tragen. Die Pedalia können durch Muskeln bewegt werden und ermöglichen dem Tier beim Schwimmen, ungewöhnlich für Quallen, eine hohe Manövrierfähigkeit. Die Schirmöffnung ist durch eine dünne, mit Muskulatur versehene Hautfalte, das Velarium, eingeengt, diese ermöglicht dem Tier einen gezielteren Rückstoß und damit eine hohe Schwimmgeschwindigkeit. Wie typisch für die Ordnung Chirodropida trägt jedes der klauenförmigen Pedalia mehrere Tentakel, bei Chironex bis zu 15, also insgesamt 60 Tentakel. Bei der schwimmenden Meduse sind die innen hohlen, schnürsenkelartigen Tentakel durch Muskeln kontrahiert und dann etwa 5 bis 15 Zentimeter lang. Beim Beutefang werden sie ausgestreckt und erreichen dann zwei, möglicherweise bis zu drei Meter Länge, sie sind dann flach und breit. Innerhalb der Tentakel sitzen die blassbläulich gefärbten Nesselkapseln jeweils in bandförmigen Zonen. Im Inneren des glockenförmigen Schirms sitzt der vierkantige Magenstiel (Manubrium), der kürzer ist als der Schirm, er läuft in vier lanzettlich geformte Lippen aus. Im Inneren des Tiers schließt ein Magenraum an, von dem seitlich vier Gastraltaschen abgehen. Von diesen abgehende Kanäle münden in einen Ringkanal am Schirmrand, von dem weitere Kanäle in die Tentakel und die Rhopalien abgehen. Die Form der Kanäle in den Pedalia ist das wichtigste Bestimmungsmerkmal: sie verlaufen in stumpfem Winkel, während sie bei der Gattung Chiropsella (die im gleichen Lebensraum vorkommt) und bei Chironex yamaguchii rechtwinklig gebogen sind. Die in den Magenraum vorragenden oberen Keimdrüsen (Gonaden) sind opak und hahnenkammförmig.
Die Seewespe verfügt über eine komplexe Sehfähigkeit. Jedes der vier Rhopalia trägt sechs Augen, also insgesamt 24 Augen. Davon sind jeweils die vier äußeren einfach aufgebaute Pigmentgruben, die nur hell und dunkel unterscheiden, die beiden mittleren verfügen über hochentwickelte Linsen. Die Linsen sind nur einen Zehntelmillimeter groß und liefern ein erstaunlich scharfes Bild. Außerdem sitzt an der Basis der Rhopalia je eine Statocyste (Schweresinnesorgan) mit einem Statolithen.

## Verbreitung
Die Art kommt an der Nord- und Ostküste Australiens vor, etwa von Broome im Westen bis ins südliche Queensland (Moreton Bay). Vorkommen an der Südküste von Neuguinea erscheinen den ökologischen Ansprüchen nach plausibel, sind aber noch nicht sicher nachgewiesen. Angaben aus weiteren Gewässern Südostasiens sind fehlerhaft, sie gehen auf frühere taxonomische Unsicherheiten (unsicher abgegrenzte Arten oder falsch bestimmte Individuen) zurück.

## Verhalten
Seewespen leben fast ausschließlich in flachem, küstennahem Wasser, kaum jemals tiefer als 5 Meter Wassertiefe. Viele Jahrzehnte der Suche, etwa im Great Barrier Reef, erbrachten nur ganz vereinzelte Nachweise aus küstenfernen Gewässern. Bei einer Untersuchung von Korallenriffen im Camden Sound, Kimberley, zeigte sich aber, dass sie zumindest gelegentlich in Wassertiefen von bis zu 40 Metern leben können. Die Art ist ein guter Schwimmer und als eine von nur wenigen Quallenarten in der Lage, gegenüber einer anders gerichteten Wasserströmung ihre Schwimmrichtung beizubehalten. Sie erreichen auch auf engem Raum hohe Manövrierfähigkeit und können enge Kurven schwimmen. Die Orientierung beim Schwimmen ist zumindest teilweise optisch, die Tiere können Hindernissen ausweichen, sie schwimmen normalerweise aktiv von dunklen Silhouetten weg. Die Art legt teilweise längere Ruhepausen ein, die sogar als ein Auftreten von echtem Schlaf interpretiert worden sind, ihr Auftreten scheint aber anderen Daten zufolge nicht obligatorisch zu sein, sondern hängt von den Umweltbedingungen ab. Die Art jagt als Jungtier Krebstiere, insbesondere der Garnelenart Acetes australis (Familie Sergestidae), größere und ältere Medusen ab einem Schirmdurchmesser von etwa 6 bis 10 Zentimeter erbeuten aber auch Fische. Bei ausgewachsenen Medusen machen Fische den Hauptanteil der Beutetiere aus. Mit der Verschiebung des Beutespektrums der wachsenden Würfelqualle hin zu Fischen geht eine Veränderung bei den Nesselkapseln einher: Der Anteil der Nesselzellen mit gegen Wirbeltiere (und damit auch gegen den Menschen) hochgradig wirksamem Gift nimmt stark zu. Bei der für Würfelquallen typischen Fangtechnik schwimmen die Tiere mit hoher Geschwindigkeit aufwärts und stoppen mit einer schnellen Drehung. Sie sinken anschließend, mit weit ausgebreiteten Tentakeln, abwärts. Bleibt Beute hängen, werden die Tentakel mittels Muskelbewegungen verkürzt und das Beutetier zum Ostium transportiert. Seewespen werden aber selbst zur Beute zahlreicher Fischarten, sie gehören außerdem zur Vorzugsbeute der Suppenschildkröte (Chelonia mydas).

## Giftwirkung
Unfälle mit Vergiftung durch Seewespen treten in australischen Gewässern regelmäßig auf. Für die Jahre 1884 bis 1996 sind 63 Todesfälle durch die Art dokumentiert. Oft sind Kinder betroffen. Zu Unfällen kommt es in flachem Wasser, bei warmem, windstillem Wetter, wenn Schwimmer in die im Wasser fast unsichtbaren Tentakel hineinschwimmen. Es kommt sofort zu einer heftigen Schmerzreaktion („wie mit glühendem Eisen“). Oft werden weitere Hautpartien wie Hände und Arme genesselt, etwa beim Versuch, die an der Haut klebenden Tentakel zu entfernen. In den folgenden Stunden kommt es zunächst zu Erythema und Ödemen, gefolgt von Nekrosen der Haut, die bleibende Narben hinterlassen. Der Tod kann etwa fünf bis zwanzig Minuten nach dem Stich eintreten.
Das Gift der Seewespe wirkt, neben der Schmerzwirkung und der nekrotisierenden Wirkung auf die Haut, auf Muskeln (myotoxisch), insbesondere den Herzmuskel (kardiotoxisch), auf den Blutfluss und die Blutgefäße (hämodynamisch) und auf die roten Blutkörperchen (hämolytisch). Für diese Wirkungen muss das Gift in das Blutgefäßsystem übergehen. Für die Giftwirkung werden verschiedene im Gift enthaltene Proteine verantwortlich gemacht. Die wichtigsten Toxine werden als CfTX-1 und CfTX-2 bezeichnet. Sie gehören zu einer Familie ähnlicher Proteine, die auch bei anderen Würfelquallen-Arten nachgewiesen wurden und wohl auf diese beschränkt sind. Das wirksame Protein ist nur ein Teil der Gesamtstruktur, der Rest, der sogenannte Pro-Part, ist vermutlich an dem Transport zum Ziel und der korrekten Faltung beteiligt. Die wirksamen Proteine lagern sich zu mehreren zu einer gemeinsamen Struktur, einem Oligomer, zusammen. Sie wirken als porenbildendes Toxin, indem sie die Zellmembran durchlöchern. Inzwischen wurde im Gift eine ganze Reihe weiterer Proteine mit teils ähnlicher Wirkung, aber unterschiedlicher Spezifität, nachgewiesen.

### Behandlung

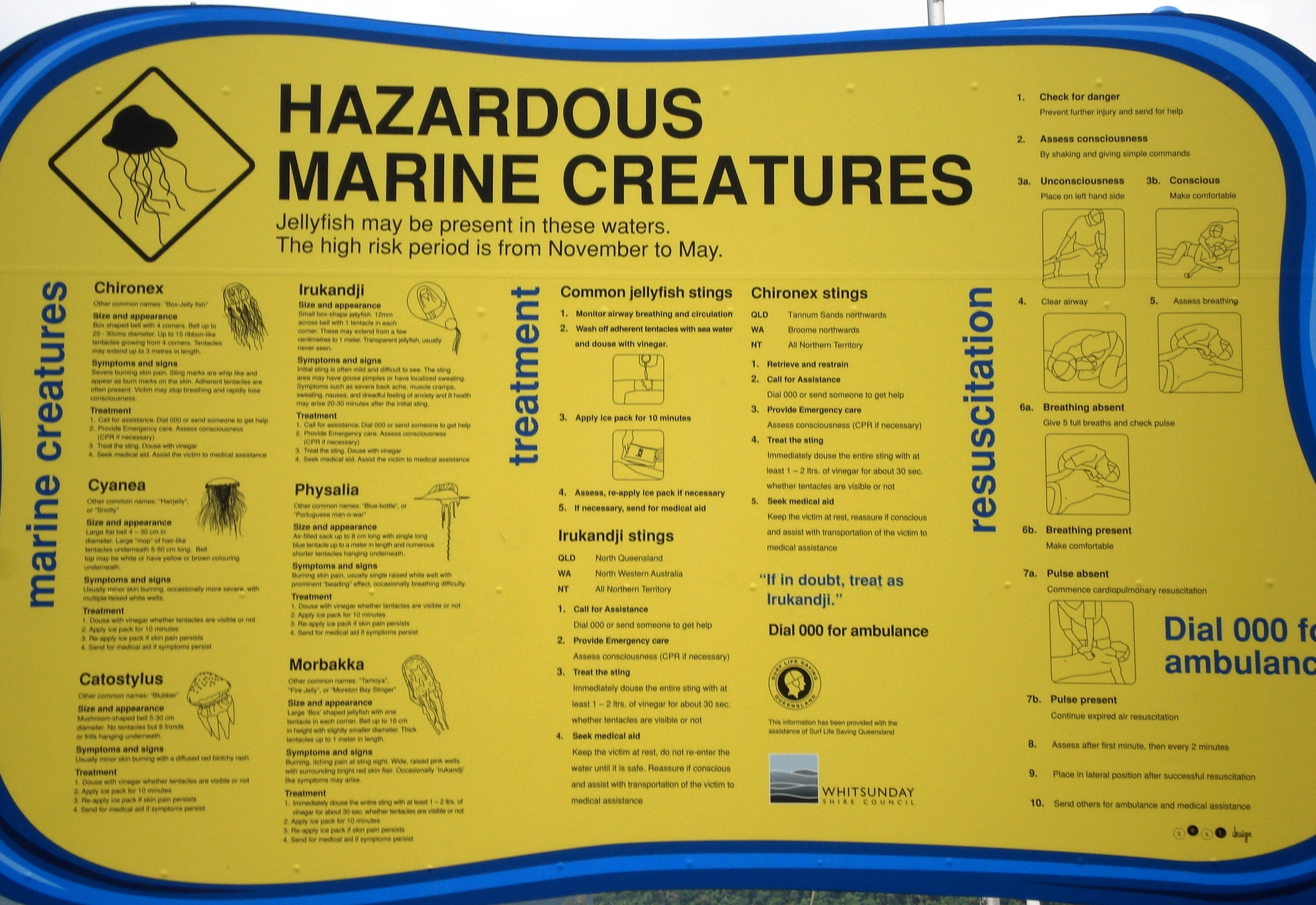
Informationstafel zu giftigen Quallen (u. a. Chironex fleckeri) und der Behandlung (in Australien)

Seit einigen Jahren steht ein Gegengift zur Verfügung. Dieses wird vom Commonwealth Serum Laboratory (Melbourne, Australia) hergestellt. Es muss intravenös verabreicht werden. Seine Wirkung erwies sich aber nicht in allen Fällen als zufriedenstellend. Da die Wirkung der Nesselzellen sofort eintritt und das Leben der Patienten unmittelbar bedroht ist, müssen in jedem Fall zunächst Sofortmaßnahmen ergriffen werden. Die Tentakel haften meist nach dem Unfall weiter auf der Haut des Opfers und geben bei Bewegung weiter erhebliche Giftmengen ab. Ein Abspülen mit Wasser ist nicht möglich. Eine mechanische Entfernung der Tentakel sollte versucht werden, ist aber mit dem Risiko weiterer Stiche verbunden. Allerdings sind die stark verhornten Handflächen selbst vergleichsweise gut geschützt.
Bis 2005 erfolgte die Behandlung mit druckfixierenden Verbänden, um die Verteilung des Giftes über das Lymph- und Blutkreislaufsystem zu verhindern. Diese Behandlung wird von den Gesundheitsbehörden nicht mehr empfohlen, da Untersuchungen gezeigt haben, dass die Verwendung von Verbänden zur Gewebekompression die Entladung von Nesselzellen provoziert hat.

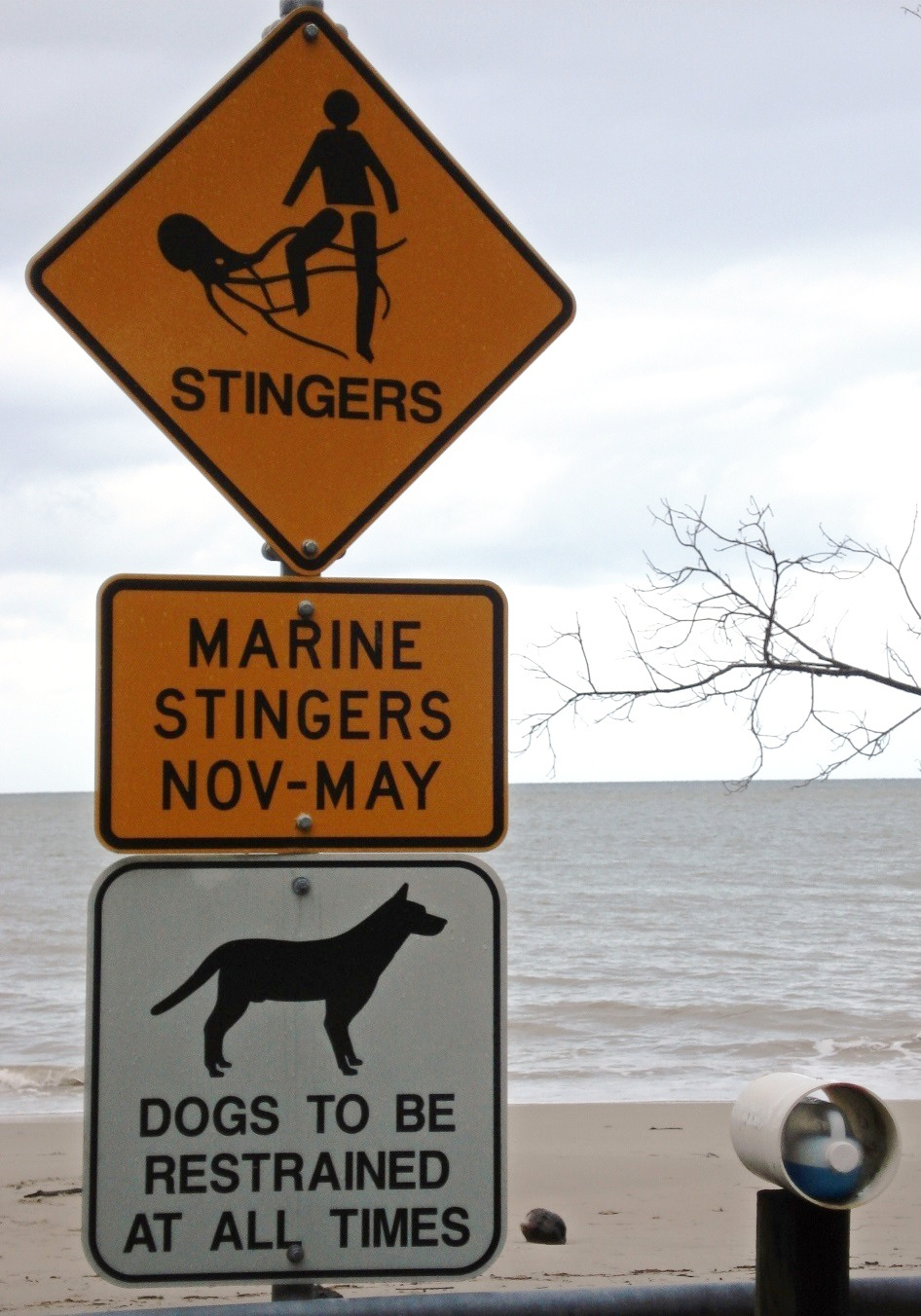
Warnschild vor Quallen „Marine Stingers“ im Wasser (in Queensland / Australien) – rechts daneben (im Rohr) liegt Essig zur Erst-Behandlung bereit

Die Anwendung von Essig wird empfohlen, weil Essig (4–6 % Essigsäure) die nicht entladenen Nesselzellen dauerhaft deaktiviert und sie daran hindert, sich zu öffnen und Gift freizusetzen. Laut einer 2014 durchgeführten in-vitro-Studie deaktiviert Essig zwar die nicht entladenen Nesselzellen, jedoch könnten bereits entladene Zellen veranlasst werden, noch etwas Restgift abzugeben, das bis dahin in der Zelle verblieben war. Allerdings wurden die Methoden dieser Studie von verschiedenen Experten kritisiert. Trotz dieser Bedenken ist verdünnte Essigsäure nach wie vor die empfohlene Behandlung. Inzwischen wurde die Wirkung von Zink-Gaben, als Zinkgluconat, als Medikament gegen die Giftwirkung nachgewiesen.

## Lebenszyklus
Wie typisch für alle Würfelquallen zeigt die Seewespe einen regelmäßigen Generationswechsel (Metagenese) zwischen zwei Lebensstadien, dem Polypen und der Meduse (oder „Qualle“). Die Art besitzt einen einjährigen Zyklus, das heißt eine Generation pro Jahr. Frei schwimmende Quallen, die eine Gefahr für Schwimmer darstellen, werden in Australien etwa von November bis Mai, reproduzierende Individuen mit voll ausgebildeten Gonaden im späten Südsommer bis Frühherbst registriert. Das Polypenstadium der Art entwickelt sich in Küstengewässern, insbesondere Ästuaren, meist Mangrovensümpfen, regelmäßig unter Bedingungen schwankender Salinität, bis zu einem Minimum von etwa 11 Promille, wobei noch geringere Gehalte bis 5 Promille (bei Hochwassern des Flusses) kürzere Zeit ertragen werden. Die im Wasser treibenden Zygoten und Planula-Larven besitzen eine klebrige Oberfläche und bleiben daher beim Anspülen an die Küste mit dem Tidestrom am Substrat kleben. Die Planulae sind beweglich, sie können durch aktives Umherschwimmen dann eine günstigere Stelle aufsuchen. Nach dem Festsetzen entwickeln sie sich in ein kriechfähiges, bewegliches Polypenstadium, das noch keine Nahrung aufnimmt. Die bereits ausgebildeten Nesselkapseln dienen dem Schutz vor Prädatoren. Ist eine zusagende Stelle, immer auf Hartsubstrat, erreicht, wandeln sie sich in das festsitzende (oder sessile), nahrungsaufnehmende Polypenstadium um. Wie typisch für Würfelquallen ist das Polypenstadium sehr klein, es fängt Beute (Plankton) mithilfe seines Tentakelkranzes, wobei jedes Tentakel nur eine, große Nesselkapsel an der Spitze der Arme besitzt. Diese können über asexuelle Sprossung weitere, sekundäre Kriechlarven abgeben, die sich meist in der Nähe ansiedeln. Etwa im Oktober bis November wandelt sich der Polyp durch eine vollständige Metamorphose in eine junge Meduse um. Diese erreichen anfangs kaum einen Millimeter Länge. Sie leben in dieser Zeit innerhalb der Flussmündungen.

## Taxonomie und Systematik
Die Art wurde im Jahr 1956 durch Ronald Southcott beschrieben. Er hatte die Art durch den australischen Arzt und Naturforscher Hugo Flecker erhalten, der sie nach einigen zunächst unerklärlichen Todesfällen eingesammelt und diesem zugesandt hatte; Southcott benannte die Art zu Ehren von Flecker. Die Stiche waren vorher der weniger gefährlichen Portugiesischen Galeere (Physalia physalis) zugeschrieben worden, mit der es häufig an den australischen Küsten zu Badeunfällen kommt. Die Gattung Chironex galt danach lange Zeit als monotypisch, bis im Jahr 2009 mit Chironex yamaguchii eine zweite Art beschrieben wurde. Gemeinsam mit der (australischen) Chirodectes und (im Atlantik lebenden) Chirodropus bilden sie die Familie Chirodropidae. Nächst verwandt ist vermutlich die Familie Chiropsalmidae.

## Chironex fleckeri im Film
Im Film Sieben Leben wird Chironex fleckeri als „Haustier“ des Protagonisten gezeigt. Er verwendet sie schließlich für seinen Freitod, um Herz und Cornea zu spenden. In dem Film wird deutlich, wie schmerzvoll eine Berührung mit der tödlichen Qualle sein kann.
In der Folge Kur mit Schatten der Krimiserie Pfarrer Braun wird Chironex fleckeri als Mordwerkzeug benutzt, indem der Mörder ein Gefäß mit der Qualle in die Badewanne schüttet, in welcher sich das Opfer befindet.

## Belege